# Vince Flynn
Vincent "Vince" Flynn, född 6 april 1966 i Saint Paul, Minnesota, död 19 juni 2013 i Saint Paul, Minnesota, var en amerikansk författare. Han skrev politiska thrillers, och är mest känd för sin serie om Mitch Rapp.
Ingen av hans böcker är översatt till svenska.

## Biografi
Vince Flynn började, efter sin examen från University of St. Thomas, Minnesota 1988, att arbeta för Kraft Foods. 1990 lämnade han företaget för att satsa på en karriär som pilot inom USA:s marinkår, men en vecka innan han skulle påbörja sin utbildning blev han diskvalificerad av medicinska skäl.
I ett försök att övervinna sin dyslexi tvingade han sig själv att läsa och skriva dagligen. Han läste allt han kunde få tag på: Ernest Hemingway, Robert Ludlum, Tom Clancy, J. R. R. Tolkien, Gore Vidal, men mest av allt gillade han att läsa om spioner.
Hans nyfunna intresse motiverade honom att börja skriva på en egen roman. Under tiden som bartender i Saint Paul, Minnesota skrev han klart sin första bok, Term Limits.
"Jag hade precis läst färdigt The Government Racket: Washington Waste from A to Z av Martin L. Gross. Det är utan tvekan den mest beklämmande och upplysande bok om politik jag någonsin läst. Jag var ute och joggade en dag och undrade hur det skulle vara att verkligen förändra Washington, när mina tankar fördes till en vän som blivit skjuten till döds i Washington, D.C., flera år tidigare. Jag sprang vidare och en historia började växa fram."
Boken publicerades 1998, och pocketversionen (1999) låg flera veckor på tidningen New York Times bestseller-lista.
Flera andra av hans böcker, Transfer of Power (1999), The Third Option (2000) och Separation of Power (2001), hamnade också på New York Times topplista, och Separation of Power hamnade ända på 7:e plats.
Alla Flynns böcker, utom debutromanen Term Limits, handlar om kontraterroristen Mitch Rapp. Hans Pursuit of honour (2009) blev den tionde romanen i denna allt mer populära serie. Filmproducenten Lorenzo di Bonaventura har förhandlat om att få spela in filmer om Mitch Rapp.
Flynn dog av prostatacancer.

### Mitch Rapp-serien
Mitch Rapp är en undercoveragent för CIA. Hans huvuduppdrag är att förhindra terroristattacker mot USA, och han är ofta villig att vidta åtgärder som ofta kan anses extrema och inte allmänt accepterade. Hans ständiga frustration över rutiner och byråkrati är ett återkommande tema i serien. Serien innehåller även mycket sex och svordomar och rekommenderas därför främst för vuxna läsare. 
| Publiceringsår | Kronologisk ordning | Titel               | ISBN                   | Författare  |
| -------------- | ------------------- | ------------------- | ---------------------- | ----------- |
| 1999           | 3                   | Transfer of Power   | ISBN 0-671-02319-5     | Vince Flynn |
| 2000           | 4                   | The Third Option    | ISBN 0-671-04731-0     | Vince Flynn |
| 2001           | 5                   | Separation of Power | ISBN 0-671-04733-7     | Vince Flynn |
| 2003           | 6                   | Executive Power     | ISBN 0-7434-5395-6     | Vince Flynn |
| 2004           | 7                   | Memorial Day]'      | ISBN 0-7434-5397-2     | Vince Flynn |
| 2005           | 8                   | Consent to Kill     | ISBN 0-7432-7036-3     | Vince Flynn |
| 2006           | 9                   | Act of Treason      | ISBN 0-7432-7037-1     | Vince Flynn |
| 2007           | 10                  | Protect and Defend  | ISBN 978-0-7432-7041-0 | Vince Flynn |
| 2008           | 11                  | Extreme Measures    | ISBN 0-7432-7042-8     | Vince Flynn |
| 2009           | 12                  | Pursuit of Honor    | ISBN 978-1-4165-9516-8 | Vince Flynn |
| 2010           | 1                   | American Assassin   | ISBN 978-1-4165-9518-2 | Vince Flynn |
| 2012           | 2                   | Kill Shot           | ISBN 978-1-4165-9520-5 | Vince Flynn |
| 2012           | 13                  | The Last Man        | ISBN 978-1-4165-9521-2 | Vince Flynn |
| 2015           | 14                  | The Survivor        | ISBN 978-1-4767-8345-1 | Kyle Mills  |
| 2016           | 15                  | Order to Kill       | ISBN 978-1-4767-8348-2 | Kyle Mills  |
| 2017           | 16                  | Enemy of the State  | ISBN 978-1-4767-8351-2 | Kyle Mills  |